# طاهر صلاحوف
طاهر تيمور أوغلي صلاحوف (بالأذربيجانية: Tahir Teymur oğlu Salahov)- هو رسام وأستاذ جامعي أذربيجاني وروسي سوفيتي، حائز على وسام الرسام الشعبي في الاتحاد السوفيتي.

## سيرة ذاتية ونشاطه
ولد طاهر صلاحوف في 29 نوفمبر عام 1928 في باكو.
درس في المدرسة الأذربيجانية للفنون المسماة مدرسة عظيمزاده. تخرج من المعهد الروسي للفنون متخصصا في الرسم، سنة 1957. أصبح عضوا في الحزب الشيوعي السوفيتي منذ سنة 1964. بين 1963 و1974، اشتغل صلاحوف معلمًا في معهد أذربيجان للثقافة والفنون الحكومي، وفي سنة 1973 حاز درجة الأستاذية.
من أشهر رسوماته: «ربيدين» (1960)، «فوق بحر قزوين» (1961)، «نساء أبشيرون» (1967)، «صباح في بحر قزوين» (1986)، و«عيدان» (1967)، و«لوحة دانه». إحدى أشهر أعماله اللوحة المسماة «لك أيتها البشرية!»، العائدة لسنة 1961، وقد استوحاها من سباق غزو الفضاء.
عُرضت لوحات صلاحوف في أكبر المتاحف في روسيا وأذربيجان وأوكرانيا ودول أخرى لاتحاد الجمهوريات الاشتراكية السوفيتية السابق.
بالإضافة لعمله الفني، كان صلاحوف عضوًا في المجلس الأعلى لجمهورية أذربيجان الاشتراكية السوفيتية. وعضوًا في اللجنة المركزية للحزب الشيوعي السوفيتي ما بين سنتي 1990 و1991.
توفي طاهر صلاحوف في 21 مايو عام 2021 في برلين، عن عمر ناهز 92 عاماً.

## جوائزه
- الفنان الشعبي في الاتحاد السوفيتي (1973)
- وسام «ثورة أكتوبر» (1976)
- وسام «استقلال» (1998)
- وسام الراية الحمراء من حزب العمال (1971)
- وسام ترتيب الصداقة بين الشعوب (1981)
- وسام لينين (1989)
- بطل العمل الاشتراكي (الاتحاد السوفيتي) (1989)
- ميدالية حيدر علييف (2008)
- وسام الفنون والآداب الفرنسي(2009)
- وسام شهرة (أذربيجان) (2010)
- وسام جوقة الشرف (2015)
- وسام الصداقة الروسي (2016)